# ナイジェル・バーカー (写真家)
ナイジェル・バーカー（Nigel Barker、1972年4月27日 - ）はイギリスの写真家。

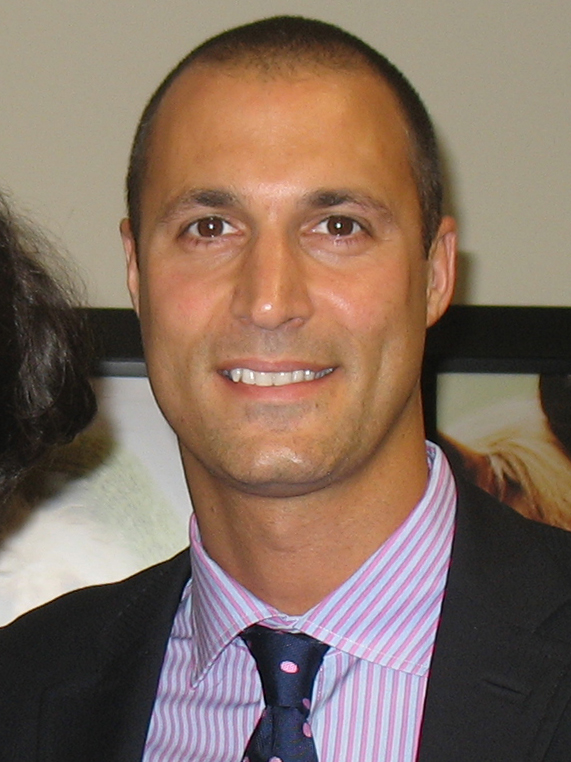
ナイジェル・バーカー